# Malatesta Baglioni
Pour les articles homonymes, voir Malatesta et Baglioni.
Malatesta Baglioni  (Pérouse, mars 1390 - Spello, janvier 1437)  est un condottiere du XVe siècle issu de la famille Baglioni de Pérouse.

## Biographie
Malatesta Baglioni est le fils de Pandolfo, le père de Braccio (it) et Carlo Baglioni et gendre de Braccio da Montone. Il a été seigneur de Cannara, Spello et Bastia Umbra.
En juillet 1416, il participe à la bataille de Sant'Egidio (12 juillet 1416), près de Pérouse.
En juin 1424, il participe à la bataille de l'Aquila où il est blessé et fait prisonnier.
En 1431, il fait pendre un aubergiste qui tenait une auberge juste à proximité du nouveau pont sur le fleuve Chiascio à Torgiano, parce qu'il avait volé de six florins un voyageur qui y avait séjourné.
Il meurt à Spello en janvier 1437, peut-être empoisonné par Bernardo da Filino sur ordre des Trinci.
Il est enterré à Pérouse dans l'église San Francesco.
Il est représenté dans le tableau l'Adoration des mages  du peintre le Pérugin, avec son fils Braccio et son neveu Grifonetto.